# Ronaldo Olive
Ronaldo Salomão Olive (27 de Setembro de 1942 - 31 de Março de 2021) foi um jornalista e escritor brasileiro especializado na área militar.

## Biografia
Nasceu no bairro do São Domingos em Niterói, filho de Celso Eugênio Olive e Zulmira da Rocha e, segundo o próprio: "entrei neste planeta diretamente na casa deles pelas mãos de uma parteira". Era o mais jovem de três filhos e seus irmãos eram Luiz (1931) e Léa (1934). Seu pai prestou serviço no exército brasileiro a partir de 1922 porém, não seguindo na carreira militar desligando-se do exército em 1925. Ronaldo Olive revelou que herdou do pai o interesse pelo nundo da defesa e da tecnologia militar.

### Carreira
Iniciou-se no jornalismo em 1961, já cobrindo a área militar, no jornal Praia Grande em Revista. Teve uma coluna sobre aeronáutica no Jornal do Commercio do Rio de Janeiro e foi redator da revista Tecnologia & Defesa, desde o início de sua publicação. Colaborava com o anuário britânico Jane's All the World's Aircraft e com as revistas suíças Interavia e Jane's International Defence Review.
Em 1973, trabalhou como assessor de imprensa e na comunicação do 1º (e até hoje, único) Salão Internacional Aeroespacial, realizado em São José dos Campos.
Em meados dos anos 1980, avaliou o protótipo do fuzil bullpup LAPA FA-03, desenvolvido pelo projetista Nelmo Suzano. Sua avaliação foi positiva mas o fuzil foi rejeitado pelos militares brasileiros e não entrou em produção em massa.  Segundo Olive, a conjuntura política do momento e a visão conservadora dos militares, que desejavam um projeto de design mais convencional, foram os fatores determinantes daquela rejeição.

## Livros publicados
- Fuzis Militares - Volume 1 (2013).[10]
- Fuzis Militares - Volume 2 (2014).[11]
- Fuzis bullpup (2014).[12]
- Armas & Armas (2015).[13]
- Guia Internacional De Submetralhadoras (2015).[14]
- Fuzis De Assalto & Submetralhadoras (2015).[15]
- As Armas De Nelmo Suzano (2020).[16]